# 진료비 지불
진료비 지불을 관리하는 방법은 국가가 의료 시스템을 추진해야 하는 주요 정책 중 하나이다. 진료비 지불은 다양한 방식으로 관리된다.
- 인두제는 의료 서비스 제공자를 위한 지불 방식이다. 그것은 그 사람이 치료를 구하는지 여부에 관계없이 기간별로 할당된 등록된 각 사람에 대해 정해진 금액을 지불한다. 보수 금액은 해당 환자의 평균 예상 의료 이용률을 기반으로 하며, 일반적으로 연령 및 건강 상태에 따라 환자에 대한 지급액이 다르다.
- 행위별수가제는 서비스가 번들로 제공되지 않고 별도로 지불되는 지불 모델이다. 건강 관리에서 지불은 진료의 질보다는 진료의 양에 달려 있기 때문에 의사가 더 많은 치료를 제공하도록 유인 을 제공한다. 이러한 프로그램이 성공하거나 실패한다는 결정적인 증거 없이 건강 관리 품질을 개선하는 효과에 대한 증거는 혼합되어 있다.[1]
- 포괄수가제는 치료 에피소드에 대한 예상 비용을 기준으로 의료 제공자에게 상환하는 것이다. 지불인과 제공자가 위험을 분담한다는 점을 감안할 때, 이는 행위별 수가제와 인두제 사이의 중간 지점으로 묘사되었다.[2]
- 봉급제는 고용 계약서에 명시될 수 있는 고용주가 직원에게 정기적으로 지불하는 형태이다.
- 총액계약제는 의료 제공자가 주어진 기간 동안 제공하는 총 서비스 수에 대해 예상하고 고정된 금액을 의료 제공자에게 지급하는 지불 모델이다.[3]